# اتحاد الغابون لكرة القدم
تأسس اتحاد الغابون لكرة القدم في عام 1962 وانضم إلى الاتحاد الدولي لكرة القدم في 1963 وإنضم إلى الاتحاد الأفريقي لكرة القدم في 1967.